# Olivier Tombe Tombe
Olivier Tombe Tombe, né le 6 septembre[Quand ?] à Luebo, dans la province du Kasaï en République démocratique du Congo, est un homme politique congolais. Il est Député  national élu de la circonscription électorale de Luebo dans la province du Kasaï.

## Biographie

### Jeunesse et études
Né le 6 septembre à Luebo, il est licencié en psychologie, option : psychologie clinique de l’Université de Kinshasa et est assistant à la même faculté dans la même institution.

### Parcours
En 2015 Olivier Tombe est nommé pour la première fois ministre provincial des infrastructures, travaux publics et aménagement du territoire dans la province du Kasaï occidental, poste qu’il assuma jusqu’au démembrement des provinces et pour être nommé en 2016 conseiller chargé des infrastructures et modernité du gouverneur de la province du Kasaï.

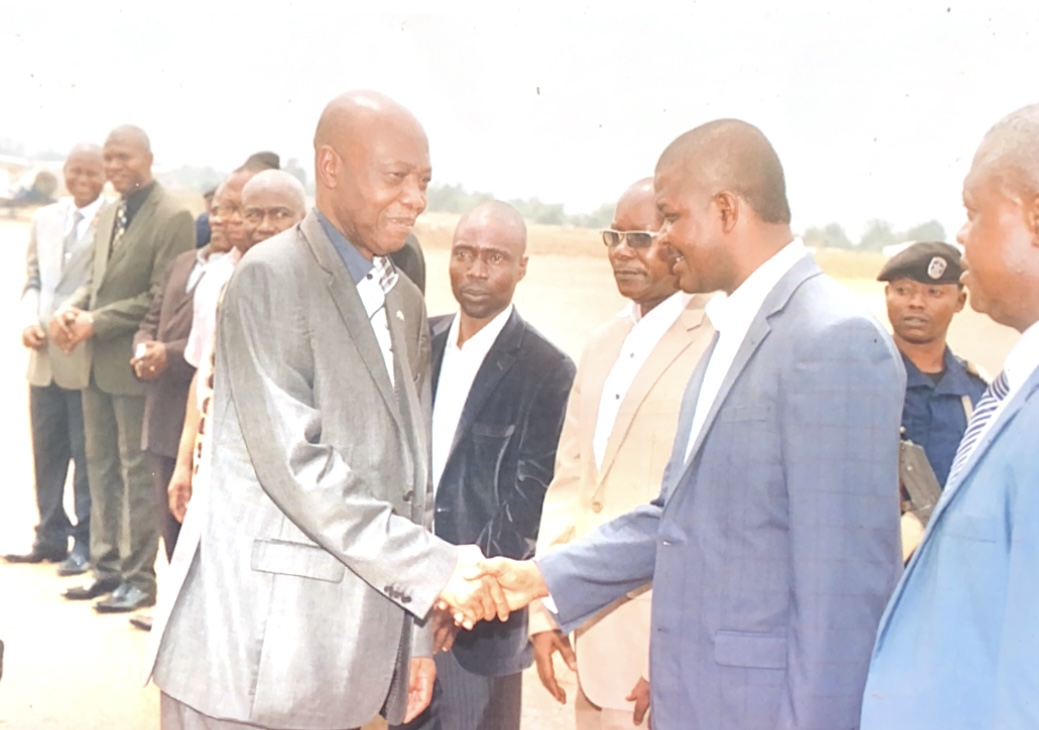
Olivier Tombe conseiller du gouverneur en charge des infrastructures et modernité saluant le Gouverneur Marc Manyanga Ndembo (2016)

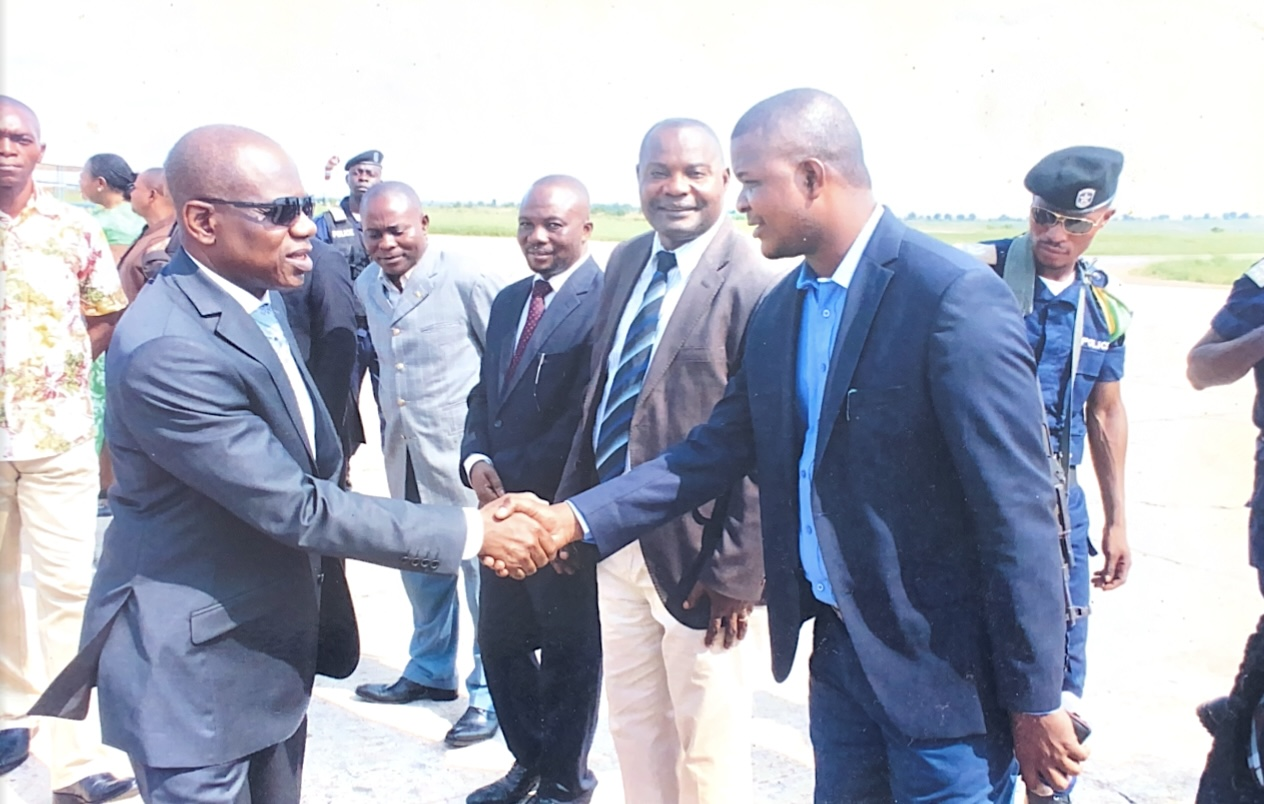
Olivier Tombe ministre provincial des ITPR saluant le gouverneur Alex Kande à son arrivée à l’aéroport de Kananga.

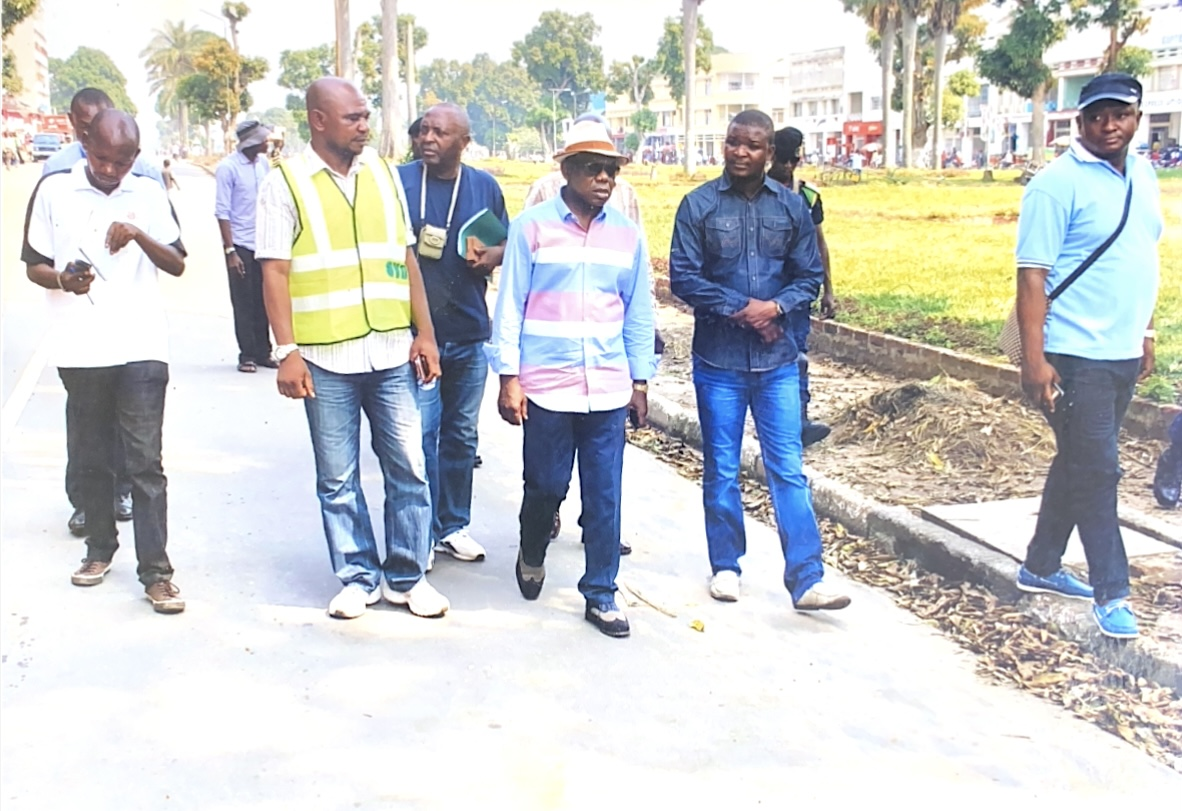
Olivier Tombe encore ministre provincial des ITPR et le Gouverneur Alex Kande en inspection des travaux de l’assainissement de la Ville de Kananga Chef-lieu de la province du Kasaï-Occidental.

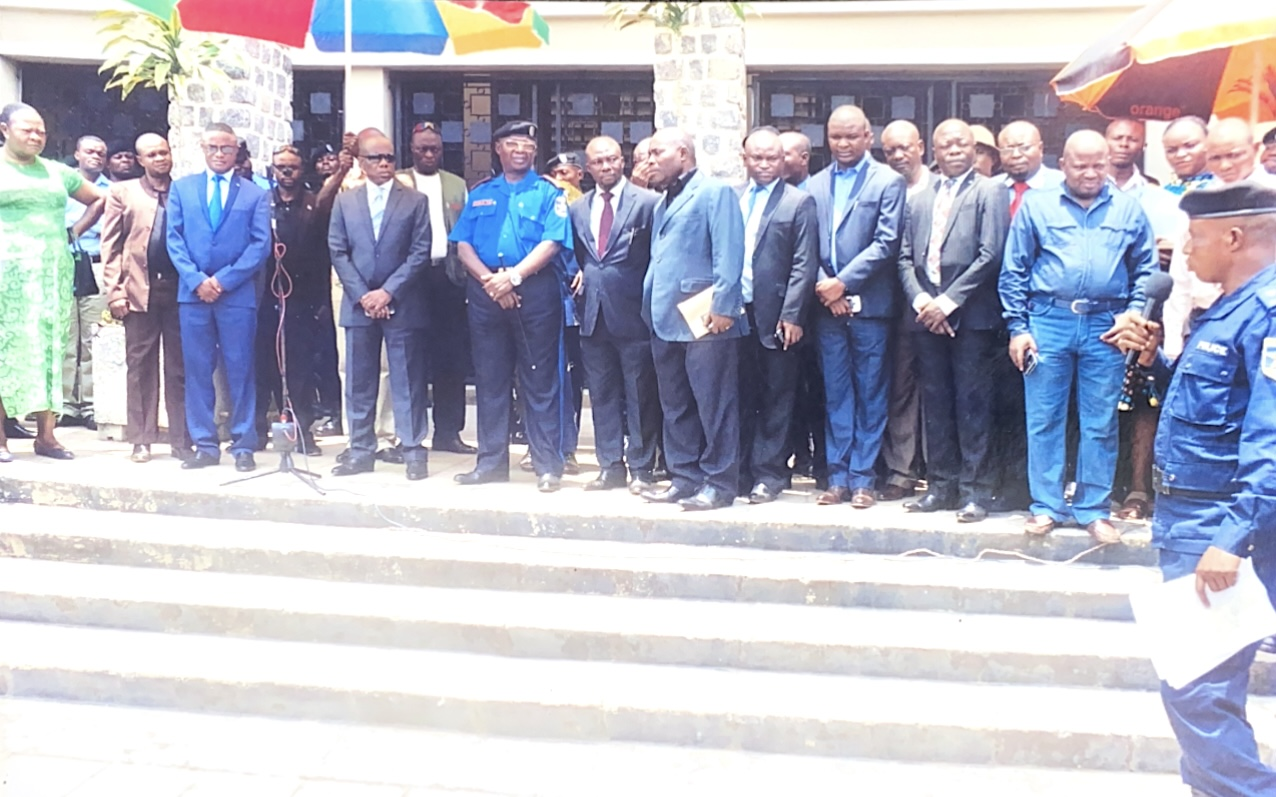
Photo de famille du gouvernement provincial du Kasaï-occidental dirigé le gouverneur Alex Kande dans lequel Olivier Tombe était ministre provincial des ITP (2015).

Aux élections de décembre 2018, il est élu député provincial dans la circonscription électorale de Luebo sur la liste du parti politique Mouvement pour l’intégrité du Peuple ( MIP) et en 2019 il est nommé ministre provincial des infrastructures et travaux publics.

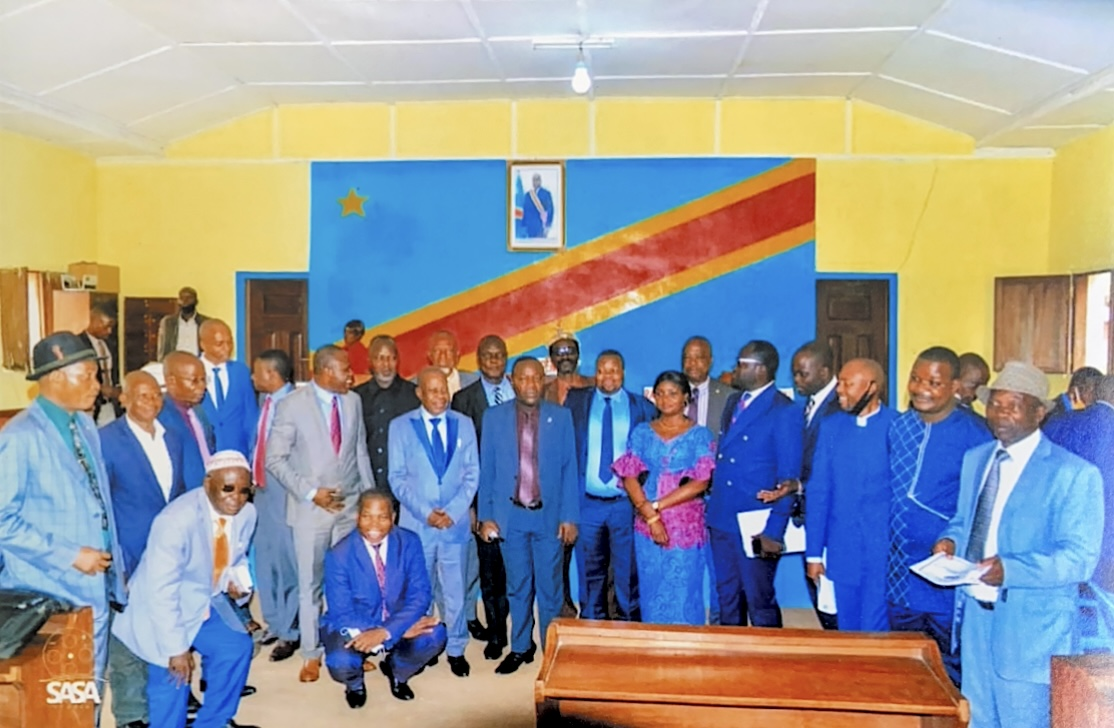
Olivier Tombe et ses collègues députés provinciaux de la législature 2018-2023 après une plénière.

Après remaniement du gouvernement provincial en 2021, Olivier Tombe revient à l’Assemblée provinciale où il occupera les fonctions du président de la commission infrastructures. Au cours de son mandat il a déposé une proposition d’édit sur le mécanisme de gestion des effluents d’origine fluviale et domestique dans la province du Kasaï,.
Aux élections de décembre 2023, il est élu député national dans la circonscription électorale de Luebo sur la liste du regroupement politique AAAP et est cadre du parti politique Alliance des Paysans, des Ouvriers et de la Classe Moyenne pour un développement durable (APOCM); il est également membre de la commission aménagement du territoire, infrastructures, travaux publics, nouvelles technologies de l’information et de la communication à l’Assemblée nationale,.
2014, il a été secrétaire rapporteur de la sous-commission prise en charge psychosociale de la riposte contre la maladie à virus Ebola dans la province de l'équateur, District de Boende, Secteur de Djera et membre du Comité International Technique scientifique de la riposte contre la maladie à virus d'Ebola.
En 2012, il a été psychologue expert du ministère de la santé publique en mission d'appui à la riposte contre la fièvre hémorragique virale à virus Ebola dans la province orientale de la RDCongo, essentiellement la prise en charge psychologique, membre du comité international de coordination scientifique de lutte contre la maladie à Isiro/ Est de la RD Congo et formateur des assistants psychosociaux en situation d'urgence.

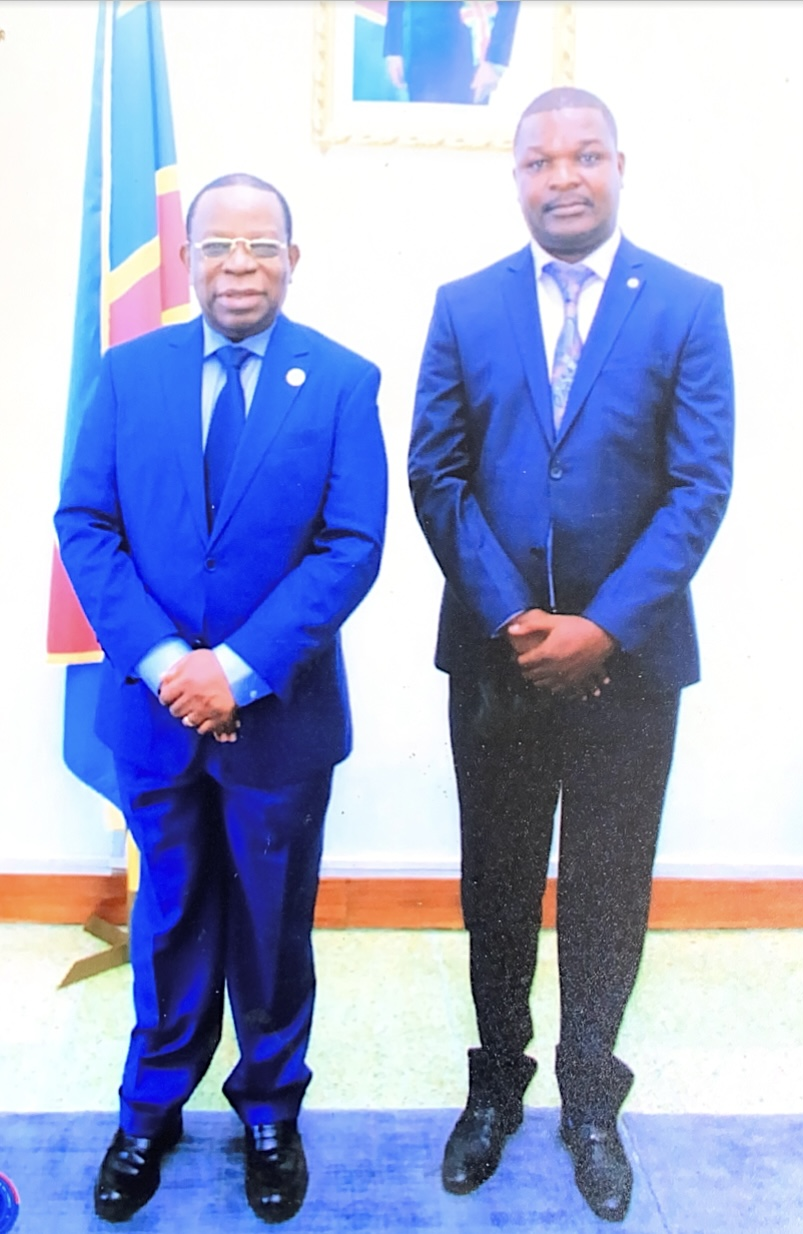
L’honorable Olivier Tombe et l’honorable Modeste Bahati

## Vie privée
Olivier Tombe est marié et père de 6 enfants.